# Bjarne Riis
Bjarne Riis (* 3. dubna 1964 Herning) je dánský cyklista. V roce 1996 vyhrál Tour de France.
S profesionální cyklistikou začal v roce 1986, ale jeho kariéra skončila předčasně kvůli nehodě, která se mu stala cestou na startovní čáru závodu Kolem Švýcarska 7. června 1999. Nikdy se úplně nevyléčil a oficiálně ukončil kariéru v roce 2000.
Mimo Tour de France v roce 1996 dokázal vyhrát i závod Amstel Gold Race v roce 1997 a několik etap v závodech Tour de France a Giro d'Italia.
Po ukončení jezdecké kariéry se Riis dal na trénování. Byl generálním manažerem Team Saxo-Tinkoff do roku 2014.
V květnu 2007 Riis veřejně přiznal, že během své kariéry používal zakázanou látku EPO, a to i během Tour de France.